# Astronesthes nigroides
Astronesthes nigroides är en fiskart som beskrevs av Gibbs och Aron, 1960. Astronesthes nigroides ingår i släktet Astronesthes och familjen Stomiidae. IUCN kategoriserar arten globalt som livskraftig. Inga underarter finns listade.